# Нечуйвітер ласкавцеподібний
Нечуйвітер ласкавцеподібний (Hieracium bupleuroides) — вид рослин з родини айстрових (Asteraceae), поширений у Європі від Франції до Закарпаття.

## Опис
Трава висотою 20–50 см. Стебло пряме, на основі злегка довго волосисте, з половини гіллясте. Наземні листя розташовані у багатій розетці, від вузько-еліптичної до лінійної, ланцетоподібної форми, величиною 50–160 × 5–10(15) мм, цілокраї, безволосі чи на жилках розсіяно довго волосисті. Стеблові листки (3)5–10(15) мм; верхівки розсіяно зірчасто-волосисті, рідкісно із залозами або довго волосисті. Квітки яскраво-жовті, рильця жовті або темні. Плід від світло до темно-коричневого кольору.

## Поширення
Поширений у Європі від Франції до Закарпаття.
В Україні вид зростає на Закарпатті.